# Salvatore Bocchetti
Salvatore Bocchetti (* 30. November 1986 in Neapel) ist ein ehemaliger italienischer Fußballspieler und aktueller -trainer.

## Laufbahn

### Spielerkarriere
Bocchettis Karriere begann bei Ascoli Calcio, das ihn in seiner ersten Profisaison 2005/06 an SS Virtus Lanciano ausgeliehen hatte. In der Saison 2006/07 bestritt er nur 2 Ligaspiele für Ascoli und wurde noch in der Rückrunde dieser Saison für ein anderthalbes Jahr an Frosinone Calcio ausgeliehen. Zur Saison 2008/09 wechselte Bocchetti zum CFC Genua, wo der Linksfuß die meiste Zeit zum Stammpersonal zählte.
Im August 2010 wechselte Bocchetti vom CFC Genua zu Rubin Kasan. Bei den Tataren unterschrieb Bocchetti, dessen Ablösesumme auf 15 Millionen € beziffert wurde, einen Vertrag über dreieinhalb Jahre.
Im Januar 2013 wechselte er zum Ligakonkurrenten Spartak Moskau. Die Ablösesumme soll bei rund 5 Millionen € liegen.
Am 28. Januar 2015 wechselte Bocchetti bis zum Ende der Saison 2014/15 auf Leihbasis zum AC Mailand.
Für die italienische Nationalmannschaft absolvierte er im Jahr 2009 drei Spiele, sein Debüt war im Oktober gegen Irland. Außerdem spielte Bocchetti zehnmal für die U-21 Italiens (2008–2009) und einmal für die U-20 (2007). Bocchetti gehörte auch dem italienischen Kader für die WM 2010 an, blieb aber ohne Einsatz.

### Trainerkarriere
Nach Ende seiner aktiven Spielerkarriere setzte Bocchetti seine Tätigkeit bei Hellas in der Funktion des Assistenztrainers von Igor Tudor fort. Am 13. Oktober 2022 wurde er als Nachfolger des zwei Tage zuvor entlassenen Gabriele Cioffi für zwei Monate zum neuen Cheftrainer. Danach übernahm er unter dem neuen Cheftrainer Marco Zaffaroni bis zum Ende der Saison 2022/23 wieder das Amt des Co-Trainers.
Ende Dezember 2024 übernahm Bocchetti als Cheftrainer die abstiegsbedrohte AC Monza von seinem Vorgänger Alessandro Nesta. Bereits im Februar 2025 wurde er wieder entlassen.

## Erfolge und Auszeichnungen
- Turnier von Toulon: 2008
- Aufnahme in die Mannschaft des Turniers der U-21-Europameisterschaft 2009
- Russischer Meister: 2016/17